# Цаатаны

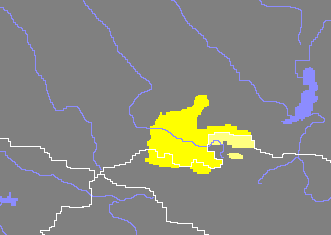

Ца́атаны (монг. цаатан, самоназвание духа́) — тюркоязычный народ в Монголии. Этноним «цаатан» также встречается в числе родов монголоязычных хубсугульских урянхайцев и калмыков-торгутов.
Согласно переписи 2000 года их численность в Монголии составляла 303 человека, а по переписи 2010 года она сократилась до 282 человек. По результатам переписи 2020 года их численность составила 208 человек. Верующие — шаманисты (57%) и буддисты (10%), неверующих 33%.
Проживают на северо-западе Монголии в Дархадской котловине, аймак Хувсгел. Альтернативные названия — тувины (Lattimore 1965: 455). Преимущественно занимаются оленеводством. Живут в традиционных жилищах — урц (чум) — круглый год. В наше время также получают доход продажей туристам поделок и катанием на прирученных оленях.

## Происхождение
Предположительно, являются смесью самодийских, тюркских и монгольских племён.

## Название
«Цаа» значит «олень», «цаатаны» — «те, кто владеет оленями», то есть «оленеводы». Как утверждает монгольский этнограф Бадамхатан, посвятивший изучению их культуры несколько лет, сами цаатаны считают себя урянхайскими уйгурами, а свой язык — уйгурским.
Согласно Г.О. Авляеву, этноним цаатан у монголов — это сокращенная форма слова цагатан в значении «обладающие чем-то белым».

## Родовой состав
Этнический состав цаатанов представлен такими подразделениями, как уруд (урат), каштаг, балгаш (балыкчи, балигч, балыкшы), додот (тоду, аг-тоду, кара-тоду), соён (соян) (вкл. хертек, белмей, салчак), зоот (жогд, чооду, чота, чооды), сорс, даргалар, дэмжээ (демчи), хэрдэг, хойюк, тарга, найдан, хуулар (хара хуулар, цагаан хуулар), соён кыргиз, ханачи, маат.
Этноним "цаатан" встречается в числе родов в составе хубсугульских урянхайцев (роды баруун цаатан, зyyн цаатан) и калмыков. В состав калмыков-торгутов входят роды: цаатан, керяд-цаатан (цаадин керәд), аха-цаатан, бага-цаатан, ики-цаатан, эркетен-цаатан, гурвуд-цаатан, хорняхин-цаатан. Как показали исследования генетиков, цаатаны в составе торгутов по системе HLA маркеров оказались близки халха-монголам, а не хубсугульским цаатанам.

## Генетика
Y-хромосомная гаплогруппа N1a1-F4205 (N3a5a) составляет у монгольских цаатанов 52,2 %, гаплогруппа Q-M25 — 43,5 %, гаплогруппа C3c1b-F6379 — 4,3 %.